# Дорога на Океан
Дорога на Океан (рос. «Дорога на Океан») — роман російського письменника, класика радянської прози Леоніда Леонова. Роки створення — 1933—1935, фрагментарно видавався у періодиці у 1935 році, перше книжкове видання з'явилося 1936 року. Витримав 16 видань. Роман є типовим зразком соціалістичного реалізму в літературі.

## Характеристика твору
У романі розповідається про будні провінційних залізничників початку 1930-х років. То тут, то там спливає дореволюційне минуле діючих персонажів, ніби переслідуючи їх. З утопією зближують цей роман мрії головного героя про майбутнє справедливе суспільство: після останньої вирішальної битви з силами реакції наступає ідилічна картина суспільного благоденства. При формальному дотриманні ознак футуристичного комунізму (зникнення окремих держав, егалітарний соціум, освоєння космосу), автор допускає існування в прийдешньому таких понять як «урядова комісія» та «виконком». Майбутнє у баченні Леонова бачиться переспівом СРСР 1930-х.
Оригінальністю відзначаються кілька сторінок наприкінці роману з описом гіпотетичної зустрічі космічної експедиції жителями об'єднаної Землі, що є предтечею сюжетних ліній фантастики післявоєнного періоду.

## Символіка образу Океана
Океан — це місце, де ніколи не був головний герой Олексій Курилов, залізничник-партієць і старий більшовик, символ нездійсненної мрії, уособлення комуністичного майбутнього. Начальник Волго-Ревізанської залізниці Курилов також, за задумом автора, має поставати в уяві читачів мегалюдиною сталінської епохи, Людиною-Океаном. До всього Океан — це ще і непобудоване місто десь поблизу сучасного Шанхаю, майбутня столиця людства. Дорога на Океан — дорога проб і помилок, що, очевидно, і втілювала сталінський варіант «комунізму».